# Sandra Nilsson

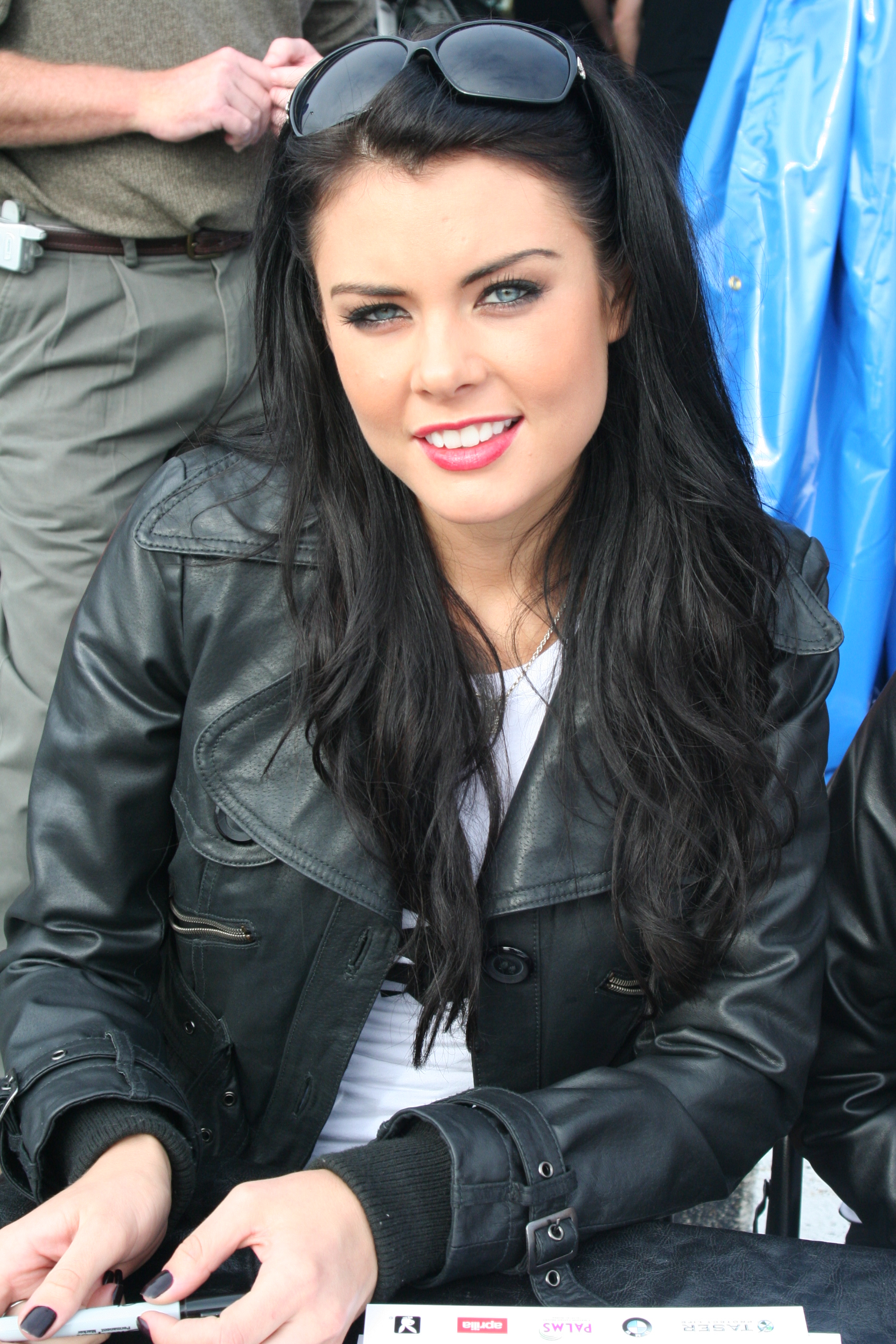
Sandra Nilsson

Sandra Nilsson (* 17. Februar 1986 in Ystad) ist ein schwedisches Model und Playmate.

## Leben
Erste Modelangebote erhielt Nilsson im Alter von 14 von einer französischen Modelagentur. Diese lehnte sie aber aufgrund ihres jungen Alters ab. Im Alter von 16 unterzeichnete sie schließlich einen Modelvertrag bei der schwedischen Modelagentur Lua Models agency und begann ihre Modelkarriere.
Nilsson wurde im Lauf ihrer Karriere zur Miss Salming (Schweden), Miss World Bikini Model (Malta), Miss EU (Italien), Miss Siren (Serbien) und Miss Hawaiian gewählt. Anschließend war sie in diversen Magazinen, Kalendern und Werbeanzeigen zu sehen.
2006 wurde sie zur siebtschönsten Frau Schwedens gewählt. 2008 war sie Playmate des Monats Januar im amerikanischen Playboy, nachdem sie bei den Filmfestspielen in Cannes von Keith Hefner, dem jüngeren Bruder von Playboy-Gründer Hugh Hefner, entdeckt worden war.
Sie war auch in der Modelshow Scandinavian’s Next Topmodel, dem schwedischen Pendant zu Germany’s Next Topmodel, zu sehen.
Nilsson spricht drei Sprachen: Schwedisch, Dänisch und Englisch. Sie war mit dem Designer Roberto Cavalli liiert und besitzt seit Juli 2015 mit der Stora Rullingen eine eigene Insel nahe Stockholm.